# فرنسيسكو فيليسيانو
فرنسيسكو فيليسيانو هو ملحن فلبيني، ولد في 19 فبراير 1941، وتوفي في 19 سبتمبر 2014 في مانيلا في الفلبين.